# Melastiza
Melastiza es un género de hongos de la familia Pyronemataceae.